# Maoyū Maō Yūsha
Maoyū Maō Yūsha (まおゆう魔王勇者? lett. "Maoyuu, il Re dei Demoni, l'Eroe"), conosciuta anche come Archenemy and Hero (lett. "L'Eroe e l'Arcinemico"), è una serie di light novel scritta da Mamare Touno e illustrata da Keinojou Mizutama e toi8, inizialmente postata su 2channel nel 2009. Enterbrain ha poi pubblicato la serie in light novel dal 2010, illustrata da Keinojou Mizutama e toi8 e conclusasi nel 2012 in cinque volumi in tutto, vendendo più di 450 000 copie. Dalla serie sono stati tratti diversi manga e un anime, prodotto dalla Arms e andato in onda dal 5 gennaio al 30 marzo 2013.
A fine gennaio del 2015 è uscita in Italia una traduzione di uno dei manga, con il titolo Maoyu. Il re dei demoni e l'eroe, pubblicata da Planet Manga. Al 16 novembre 2017 sono stati pubblicati tutti i 18 volumi con cadenza bimestrale.

## Trama
La serie è ambientata in un mondo tipicamente fantasy, dove umani e demoni sono da tempo in guerra. La storia comincia quando il grande combattente degli umani, l'Eroe, riesce a raggiungere la sala del trono del Re dei Demoni, con lo scopo di ucciderlo e riportare la pace. Ma anziché combattere, il Re (rivelatosi in realtà una fanciulla) spiazza l'Eroe, proponendogli di diventare suo alleato e spiegandogli come un'improvvisa fine della guerra in seguito alla sua morte porterebbe invece caos e nuove guerre interne nel mondo degli umani, in quanto privi di un obiettivo comune da lottare. Senza contare che la guerra ha permesso un miglioramento dell'economia, nella produzione di beni e dei progressi tecnologici. E la stessa cosa vale per il mondo dei demoni. Convinto dalle sue parole (e dai dati forniti!), l'Eroe decide di unire le forze con il Re e continuare la guerra, ideando nel frattempo assieme a un piano che porti prosperità e pace ai due mondi.
La serie è stata descritta come il punto d'incontro tra Dragon Quest e Spice and Wolf.

## Personaggi
I personaggi dell'opera non hanno nome proprio, riferendosi fra loro con la loro classe o occupazione.

### Protagonisti
Re dei Demoni (魔王?, Maō).
Altri nomi: Studiosa Cremisi, Occhi di Rubino. È il 43º re dei demoni che governa il mondo demoniaco, scelta dalla stella cremisi. Il marchio reale lo ha impresso nel petto.
Doppiata da: Ami Koshimizu
Eroe (勇者?, Yūsha)
Doppiato da: Jun Fukuyama

### Altri personaggi
Capo Cameriera (メイド長?, Meido Chō)
Doppiata da: Chiwa Saitō
Cavaliere Donna (女騎士?, Onna Kishi)
Doppiata da: Miyuki Sawashiro
Sorella maggiore Cameriera e Sorella minore Cameriera (メイド妹・メイド姉?, Meido Imōto, Meido Ane)
Doppiate da: Nao Tōyama e Haruka Tomatsu
Maga (女魔法使い?, Onna Mahōtsukai)
Doppiata da: Misato Fukuen
Vecchio Arciere (弓兵?, Kyūhei)
Doppiato da: Banjō Ginga
Mercante (青年商人?, Seinen Shōnin)
Doppiato da: Hiroshi Kamiya

## Media

### Light novel
L'opera è nata originariamente come web novel pubblicata da Mamare Touno su 2channel nel 2009. Nel 2010 il game designer Shōji Masuda ha contatto l'autore su Twitter e ciò ha portato alla creazione di un progetto per pubblicare commercialmente la serie come light novel, eliminando di conseguenza i capitoli della web novel da Internet. Masuda ha agito come supervisore alla pubblicazione, con Atsushi Yamakita e Hiromi Hosoe che hanno assunto entrambi il ruolo di direttore dell'ambientazione, Atsushi Yamakita ha fornito una consulenza aggiuntiva sulla creazione della mappa, toi8 ha fornito le illustrazioni e infine Keinojō Mizutama ha curato il character design.
I diritti della serie sono quindi stati acquistati da Enterbrain che ne ha pubblicato un totale di 5 volumi dal 29 dicembre 2010 al 22 dicembre 2012 a cui ne aggiungono 3 di storie secondarie usciti tra il 31 ottobre 2011 e il 22 dicembre 2012. Le illustrazioni sono ad opera di Keinojou Mizutama e toi8.
| Nº        | Titolo italiano (traduzione letterale) Giapponese 「Kanji」 - Rōmaji                                                             | Data di prima pubblicazione                                                                 | Data di prima pubblicazione |
| Nº        | Titolo italiano (traduzione letterale) Giapponese 「Kanji」 - Rōmaji                                                             | Giapponese                                                                                  |                             |
| 1         | "Diventa mio, Eroe!" "Mi rifiuto!" 「「この我のものとなれ、勇者よ」「断る!」」 - "Kono ga no mono to nare, yūsha yo" "Kotowaru!" | 29 dicembre 2010 ISBN 978-4-04-726933-0                                                     |                             |
| 2         | La cospirazione del Kuriltai 「忽鄰塔の陰謀」 - Kurirutai no inbō                                                                | 31 gennaio 2011 ISBN 978-4-04-726994-1                                                      |                             |
| 3         | La forza di spedizione di Seiken 「聖鍵遠征軍」 - Seiken ensei-gun                                                               | 28 aprile 2011 ISBN 978-4-04-727097-8                                                       |                             |
| 4         | Quello che puoi fare con queste mani 「この手でできること」 - Konote de dekiru koto                                              | 16 luglio 2011 ISBN 978-4-04-727098-5                                                       |                             |
| Episode01 | Episode 1 il mago donna del paese dell'olmo 「エピソード1 楡の国の女魔法使い」 - Episōdo 1 nire no kuni no on'na mahōtsukai      | 31 ottobre 2011 ISBN 978-4-04-727551-5                                                      |                             |
| 5         | Sopra a quella collina 「あの丘の向こうに」 - Ano oka no mukō ni                                                                 | 21 gennaio 2012 ISBN 978-4-04-727144-9 (ed. regolare) ISBN 978-4-04-727672-7 (ed. limitata) |                             |
| Episode00 | Episode 0 l'arciere del paese delle dune 「エピソード0 砂丘の国の弓使い」 - Episōdo 0 sakyū no kuni no yumidzukai                | 30 giugno 2012 ISBN 978-4-04-728095-3                                                       |                             |
| Episode02 | Episode 2 il cavaliere donna del paese dei fiori 「エピソード2 花の国の女騎士」 - Episōdo 2 hana no kuni no onna kishi           | 22 dicembre 2012 ISBN 978-4-04-728456-2                                                     |                             |

### Manga

Copertina del secondo volume dell'edizione italiana del secondo manga, raffigurante il protagonista Eroe

Un adattamento manga intitolato Maoyū Maō Yūsha: Oka no mukō e (まおゆう魔王勇者～丘の向こうへ～?) e disegnato da Hiro Touge è stato serializzato dal 19 maggio 2011 al 19 agosto 2014 sulla rivista Champion Red edita da Akita Shoten. I capitoli sono stati raccolti in 8 volumi tankōbon pubblicati dal 20 settembre 2011 al 19 settembre 2014.
Un secondo adattamento dal titolo Maoyu - Il Re dei Demoni e l'Eroe (まおゆう魔王勇者 「この我のものとなれ、勇者よ」「断る!」?, Maoyū Maō Yūsha `Kono ware no mono to nare, yūsha yo' `Kotowaru!') disegnato da Akira Ishida è stato serializzato dal 26 aprile 2011 al 26 aprile 2016 sulla rivista Comp Ace edita da Kadokawa Shoten. I capitoli sono stati raccolti in 18 volumi tankōbon pubblicati dal 24 agosto 2011 al 26 agosto 2016. In Italia la serie è stata pubblicata da Panini Comics sotto l'etichetta Planet Manga nella collana Manga Icon dal 24 gennaio 2015 al 16 novembre 2017.
Un terzo adattamento intitolato Maoyū Maō Yūsha (まおゆう魔王勇者?) e disegnato da You Asami è stato serializzato dal 24 giugno 2011 all'11 novembre 2016 sulla rivista Famitsu Comic Clear edita da Enterbrain. I capitoli sono stati raccolti in 8 volumi tankōbon pubblicati dal 15 novembre 2011 al 15 dicembre 2016.
Un manga 4-koma dal titolo Maoyū 4-koma: Muitemasen yo, Maō-sama! (まおゆう4コマ 「向いてませんよ、魔王様」?) e disegnato da Ronchi Nanatsumu è stato serializzato dal 29 giugno 2011 al 2 ottobre 2014 sulla rivista Magi-Cu edita da Enterbrain. I capitoli sono stati raccolti in 3 volumi tankōbon pubblicati dal 24 marzo 2012 al 25 ottobre 2014. Questa serie rappresenta personaggi e eventi della trama principale in maniera umoristica.
Un manga spin-off intitolato Maoyū Maō Yūsha gaiden: Madoromi no onna mahōtsukai (まおゆう魔王勇者 外伝 まどろみの女魔法使い?) e disegnato da Taiki Kawakami è stato serializzato dal 26 novembre 2011 al 25 marzo 2014 sulla rivista Monthly Shōnen Sirius edita da Kōdansha. I capitoli sono stati raccolti in 7 volumi tankōbon dal 9 maggio 2012 al 9 maggio 2014. La serie narra una storia secondaria con protagonista una ragazza mago di nome Madoromi.
Un'antologia manga scritta e disegnata da vari autori, Maoyū Maō Yūsha: Comic Anthology (まおゆう魔王勇者 コミックアンソロジー?, Maoyū Maō Yūsha Komikku Ansorojī), è stato pubblicato in un unico volume tankōbon il 20 maggio 2013.
| Maoyū Maō Yūsha: Oka no mukō e (8 volumi)                      |                   |                        |                   |                        |
| 1                                                              | 20 settembre 2011 | ISBN 978-4-253-23345-3 | —                 | —                      |
| 2                                                              | 20 febbraio 2012  | ISBN 978-4-253-23346-0 | —                 | —                      |
| 3                                                              | 20 luglio 2012    | ISBN 978-4-253-23347-7 | —                 | —                      |
| 4                                                              | 18 gennaio 2013   | ISBN 978-4-253-23348-4 | —                 | —                      |
| 5                                                              | 20 agosto 2013    | ISBN 978-4-253-23349-1 | —                 | —                      |
| 6                                                              | 20 febbraio 2014  | ISBN 978-4-253-23350-7 | —                 | —                      |
| 7                                                              | 18 luglio 2014    | ISBN 978-4-253-23651-5 | —                 | —                      |
| 8                                                              | 19 settembre 2014 | ISBN 978-4-253-23652-2 | —                 | —                      |
| Maoyu - Il Re dei Demoni e l'Eroe (18 volumi)                  |                   |                        |                   |                        |
| 1                                                              | 24 agosto 2011    | ISBN 978-4-04-715766-8 | 24 gennaio 2015   | ISBN 978-88-912-5747-5 |
| 2                                                              | 20 dicembre 2011  | ISBN 978-4-04-120054-4 | 14 marzo 2015     | ISBN 978-88-912-5791-8 |
| 3                                                              | 24 aprile 2012    | ISBN 978-4-04-120205-0 | 16 maggio 2015    | —                      |
| 4                                                              | 23 agosto 2012    | ISBN 978-4-04-120361-3 | 11 luglio 2015    | —                      |
| 5                                                              | 21 dicembre 2012  | ISBN 978-4-04-120518-1 | 12 settembre 2015 | —                      |
| 6                                                              | 22 febbraio 2013  | ISBN 978-4-04-120577-8 | 14 novembre 2015  | —                      |
| 7                                                              | 23 maggio 2013    | ISBN 978-4-04-120697-3 | 23 gennaio 2016   | —                      |
| 8                                                              | 21 agosto 2013    | ISBN 978-4-04-120822-9 | 19 marzo 2016     | —                      |
| 9                                                              | 26 dicembre 2013  | ISBN 978-4-04-120938-7 | 19 maggio 2016    | —                      |
| 10                                                             | 26 marzo 2014     | ISBN 978-4-04-121047-5 | 21 luglio 2016    | —                      |
| 11                                                             | 26 luglio 2014    | ISBN 978-4-04-101732-6 | 22 settembre 2016 | —                      |
| 12                                                             | 25 ottobre 2014   | ISBN 978-4-04-101733-3 | 17 novembre 2016  | —                      |
| 13                                                             | 26 gennaio 2015   | ISBN 978-4-04-101734-0 | 16 febbraio 2017  | —                      |
| 14                                                             | 25 aprile 2015    | ISBN 978-4-04-101735-7 | 23 marzo 2017     | —                      |
| 15                                                             | 25 luglio 2015    | ISBN 978-4-04-102908-4 | 25 maggio 2017    | —                      |
| 16                                                             | 26 ottobre 2015   | ISBN 978-4-04-102909-1 | 27 luglio 2017    | —                      |
| 17                                                             | 26 febbraio 2016  | ISBN 978-4-04-102910-7 | 21 settembre 2017 | —                      |
| 18                                                             | 26 agosto 2016    | ISBN 978-4-04-104685-2 | 16 novembre 2017  | —                      |
| Maoyū Maō Yūsha (8 volumi)                                     |                   |                        |                   |                        |
| 1                                                              | 15 novembre 2011  | ISBN 978-4-04-727620-8 | —                 | —                      |
| 2                                                              | 15 marzo 2012     | ISBN 978-4-04-727942-1 | —                 | —                      |
| 3                                                              | 15 settembre 2012 | ISBN 978-4-04-728337-4 | —                 | —                      |
| 4                                                              | 15 gennaio 2013   | ISBN 978-4-04-728628-3 | —                 | —                      |
| 5                                                              | 13 luglio 2013    | ISBN 978-4-04-729027-3 | —                 | —                      |
| 6                                                              | 13 settembre 2014 | ISBN 978-4-04-729904-7 | —                 | —                      |
| 7                                                              | 12 agosto 2015    | ISBN 978-4-04-730494-9 | —                 | —                      |
| 8                                                              | 15 dicembre 2016  | ISBN 978-4-04-734354-2 | —                 | —                      |
| Maoyū 4-koma: Muitemasen yo, Maō-sama! (3 volumi)              |                   |                        |                   |                        |
| 1                                                              | 24 marzo 2012     | ISBN 978-4-04-727867-7 | —                 | —                      |
| 2                                                              | 25 gennaio 2013   | ISBN 978-4-04-728648-1 | —                 | —                      |
| 3                                                              | 25 ottobre 2014   | ISBN 978-4-04-729906-1 | —                 | —                      |
| Maoyū Maō Yūsha gaiden: Madoromi no onna mahōtsukai (7 volumi) |                   |                        |                   |                        |
| 1                                                              | 9 maggio 2012     | ISBN 978-4-06-376335-5 | —                 | —                      |
| 2                                                              | 7 dicembre 2012   | ISBN 978-4-06-376375-1 | —                 | —                      |
| 3                                                              | 9 gennaio 2013    | ISBN 978-4-06-376379-9 | —                 | —                      |
| 4                                                              | 7 giugno 2013     | ISBN 978-4-06-376401-7 | —                 | —                      |
| 5                                                              | 9 ottobre 2013    | ISBN 978-4-06-376418-5 | —                 | —                      |
| 6                                                              | 7 marzo 2014      | ISBN 978-4-06-376448-2 | —                 | —                      |
| 7                                                              | 9 maggio 2014     | ISBN 978-4-06-376464-2 | —                 | —                      |
| Maoyū Maō Yūsha: Comic Anthology (1 volume)                    |                   |                        |                   |                        |
| 1                                                              | 20 maggio 2013    | ISBN 978-4-253-23344-6 | —                 | —                      |

### Anime
Un adattamento anime diretto da Takeo Takahashi e prodotto da Arms è stato trasmesso in Giappone dal 5 gennaio al 30 marzo 2013 su Tokyo MX per un totale di 12 episodi. La sceneggiatura è scritta da Naruhisa Arakawa mentre la colonna sonora è composta da Takeshi Hama. Le sigle sono rispettivamente Mukaikaze (向かい風?) di Yohko (apertura) e Unknown Vision di Akino Arai (chiusura). Crunchyroll ha pubblicato la serie sottotitolata in inglese. Sentai Filmworks ha acquisito i diritti per il Nord America mentre Madman Entertainment per l'Australia.

#### Episodi
| Nº  | Titolo italiano (traduzione letterale) Giapponese 「Kanji」 - Rōmaji | In onda          | In onda |
| Nº  | Titolo italiano (traduzione letterale) Giapponese 「Kanji」 - Rōmaji | Giapponese       |         |
| 1   | "Diventa mio, Eroe!" "Mi rifiuto!" 「「この我のものとなれ、勇者よ」「断る！」」 - Kono ware no mono to nare, yūsha yo. Kotowaru!                                                                | 5 gennaio 2013   |         |
| 2   | Per favore rendici umani 「わたしたちをニンゲンにしてください」 - Watashitachi o ningen ni shitekudasai                                                                                         | 12 gennaio 2013  |         |
| 3   | Dove sei stato? 「いままでどこほっつき歩いていたのよ！」 - Ima made doko hottsuki aruite ita no yo!                                                                                             | 19 gennaio 2013  |         |
| 4   | Se ciò accade, darò un morso all'eroe! 「そんなことになったら勇者に噛みついてやる！」 - Sonna koto ni nattara yūsha ni kamitsuiteyaru!                                                          | 26 gennaio 2013  |         |
| 5   | Hai un buon profumo, Re dei Demoni. E mi sento sicura tra le tue braccia, Eroe 「魔王っていい匂いだな」「勇者の腕の中はほっとする」 - Maou tte ii nioida na. Yūsha no ude no naka wa hotto suru | 2 febbraio 2013  |         |
| 6   | Bentornato, Eroe! Sì, vecchio. Sono torneato! 「「お帰りなさい、勇者！」「ああ、爺さん………ただいまだ！」」 - Okaerinasai, yūsha! Aa, jiisan. Tadaima da!                                         | 9 febbraio 2013  |         |
| 7   | Tornerò presto. Ci rivedremo presto. 「すぐに戻れる、すぐにまた会えるさ」 - Sugu ni modoreru. Sugu ni mata aeru sa.                                                                             | 16 febbraio 2013 |         |
| 8   | Prendi questa spada, mio signore 「剣を取って、我が主」 - Tsurugi o totte, waga aruji | 23 febbraio 2013 |         |
| 9   | Sono umano 「わたしは“人間”だからっ」 - Watashi wa "ningen" dakara | 2 marzo 2013     |         |
| 9.5 | C'è di più in questa storia oltre alla carne inutile! 「この物語は、駄肉だけではないのじゃ!」 - Kono monogatari wa, da niku dake dewanai no ja!                                                 | 9 marzo 2013     |         |
| 10  | Quindi i loro piani si stanno finalmente realizzando? 「あの人が置いた布石が、いよいよ意味を持ってくるのか」 - Ano hito ga oita fuseki ga, iyoiyo imi o motte kuru no ka                        | 16 marzo 2013    |         |
| 11  | Distruggo e uccido, senza creare nulla 「壊したり殺したりするばっかりで、何にも作ってないから」 - Kowashitari koroshitari suru bakkari de, nannimo tsukuttenaikara                              | 23 marzo 2013    |         |
| 12  | "Sono tornata, mio Eroe" "Dormi troppo, mio Re dei Demoni". 「「待たせたな、わたしの勇者」「寝坊しすぎだ、おれの魔王」」 - Mata seta na, watashi no yūsha. Nebō shi sugida, ore no maō.         | 30 marzo 2013    |         |